# آونو-لیز-اوبر
آونو-لیز-اوبر (به فرانسوی: Avesnes-les-Aubert) یک کمون در فرانسه است که در canton of Carnières واقع شده‌است. آونو-لیز-اوبر ۹٫۰۱ کیلومتر مربع مساحت دارد ۴۱ متر بالاتر از سطح دریا واقع شده‌است.